# Пестряков, Олег Игоревич
Оле́г И́горевич Пестряко́в (укр. Олег Ігорович Пестряков; род. 5 августа 1974, Евпатория, Крымская область) — украинский футболист, полузащитник. Мастер спорта Украины.

## Биография
Воспитанник крымского спортинтерната. Первый тренер — О. Великородный. Выступал на позиции полузащитника.
В 1992 году начал выступать на профессиональном уровне за Явор (Краснополье). После двух сезонов перешёл в стан киевского ЦСКА-Борисфена, откуда перебрался в стан московских одноклубников. Но в ЦСКА (Москва) не задержался и принял предложение ростовского «Ростсельмаш», в котором быстро освоился и стал одним из лидеров команды. Всего за три сезона (1997—1999), провёл в составе ростовчан 87 официальных встреч и отличился 15 забитыми мячами.
В 2000 году перешёл в стан одного из лидеров украинского футбола «Шахтёр». В горняцкой команде провёл всего 21 матч в чемпионате, но стал чемпионом и обладателем Кубка страны.
В 2002 году провёл два матча за молодёжную сборную Украины, в которых отличился двумя голами.
В 2003 году попробовал свои силы в московском «Спартаке», но закрепиться в составе красно-белых не смог и вернулся на Украину, где в течение четырёх лет сыграл за несколько клубов: «Металлург» (Запорожье), симферопольскую «Таврию» и киевский «Арсенал».
После завершения игровой карьеры стал работать детским тренером в Академии «Шахтёра». В 2014 году в связи с началом вооружённого конфликта в Донбассе вернулся в Евпаторию. После аннексии Крыма Россией принял российское гражданство.
Сын Артём (род. 1999) также является футболистом.

## Достижения
- Чемпион Украины 2002 года.
- Обладатель Кубка Украины 2002 года.
- Серебряный призёр чемпионата Украины (3): 2001, 2002, 2003 годов.